# FNRS-2
FNRS-2 byl první batyskaf. Navrhl jej Auguste Piccard pro ponor do velkých hloubek. Batyskaf, sestrojený v roce 1948 však absolvoval v témže roce jen několik ponorů (s posádkou do hloubky 25 m a bez posádky 1380 m). Poté byl rozebrán. Jeho stavba a provoz však přinesly cenné zkušenosti, využité při stavbě dalších batyskafů. Jeho kabina a další součásti se staly později základem francouzského batyskafu FNRS-3.

## Konstrukce
Při konstrukci batyskafu vycházel Auguste Piccard ze svých zkušeností se tratosférickým balónem FNRS a soudobých pokusů s batysférami. Batyskaf navrhl podobně jako balón: kulová gondola je zavěšena na vztlakovém tělese plováku, podobně jako byla kulová gondola stratosférického balónu podvěšena pod jeho obalem.
Gondola o vnitřním průměru 2 m byla složena ze dvou polokoulí, odlitých z oceli v belgických ocelárnách Henricot v Court-Saint-Etiene. Plochy spoje byly přesně obrobeny a obě poloviny k sobě přiloženy a drženy u sebe ocelovými péry. Spoj byl zvenku překryt gumovým pásem. Vnitřní průměr gondoly byl přesně 2 m, tloušťka stěn 9 cm, u oken zesílená na 15 cm. Celková hmotnost 10 tun (prázdná) + 1 tuna výbava. Gondola měla dvě okna z plexiskla s vnitřním průměrem 10 cm, vnějším 40 cm (okenní otvory byly kuželovité) a tloušťkou 15 cm. Zesílený plášť kolem oken byl využit ke konstrukci průchodek pro kabely (kolem předního okna) a ke konstrukci vstupního průlezu (kolem zadního okna). Vstupní dveře i vstupní otvor měly tvar komolého kužele s vrcholem ve středu kulové kabiny, aby po uzavření dokonale roznášely tlak. Vnější a vnitřní průměr dveří byly 430 a 550 mm, uprostřed měly okno.
Podle výpočtů měla gondola umožnit bezpečný sestup do hloubky 4000 metrů, zbortit by se teoreticky měla až tlakem odpovídajícím hloubce 16 km.
Plovák byl vyroben v Antverpách. Byl tvořen obalem z 1mm ocelového plechu, uvnitř něhož byla umístěna konstrukce pro upevnění kabiny a 7 hliníkových nádrží, plněných benzínem (32 m³). Prostřední nejmenší nádrž sloužila k vertikálnímu manévrování. V plováku byly také nádrže na zátěž z ocelových broků. Jejich ovládání bylo elektrické z kabiny. Pokud elektromagnety kolem ústí nádrží protékal proud, nemohly broky procházet. Pokud byl proud přerušen, postupně se broky sypaly z nádrží a tím loď odlehčovaly. Bylo to zároveň i bezpečnostní opatření – při přerušení proudu nebo poruše baterie by došlo k automatickému vynoření. Podobným způsobem (přidržována elektromagnetem) byla k plováku připevněna i hlavní akumulátorová baterie. Mohla tak sloužit jako další nouzová zátěž k odhození.

## Provoz
Do kabiny se dalo vstupovat pouze pokud byl batyskaf vyzdvižen nad hladinu. Posádka proto nastoupila do batyskafu ještě na palubě doprovodné lodi. Poté byl batyskaf jeřábem spuštěn na hladinu vody. Pak následovalo načerpání benzínu do nádrží plováku. Tyto nádrže byly z bezpečnostních důvodů předtím naplněny inertním CO2. Po odpoutání od jeřábu mohla posádka regulovat ponor vypouštěním benzinu a zátěže. Po vynoření byl benzín z plováku přečerpán do nádrží v lodi, batyskaf byl opět vyzdvižen na palubu doprovodné lodi a posádka mohla opustit jeho kabinu. tento způsob se ukázal jako nepříliš praktický, proto byl později batyskaf Trieste i FNRS-3 vybaven vstupní šachtou.

## Historie
Batyskaf FNRS-2 byl navržen ještě před 2. světovou válkou. Měl být financován belgickým vládním vědeckým fondem FNRS. Válečné události ale projekt zastavily. Batyskaf byl tedy sestrojen až po válce a dokončen v létě 1948. Pro pokusy dala dánská vláda k dispozici nákladní loď a francouzské námořnictvo zajistilo podporu dvou fregat a hydroplánů v Dakaru. Pokusy pak probíhaly u Kapverdských ostrovů.
26. října 1948 provedl Auguste Piccard první pokusný sestup do hloubky 25 metrů. Další pokusy měly být uskutečněny u ostrova Fogo. Zde se uskutečnil 3. listopadu jen jediný automatický sestup do hloubky 1380 m. Poté se zhoršilo počasí, což donutilo posádku vyčerpat do moře benzín z plováku. Nedostatek speciálního benzínu i financí ukončily pokusy. Batyskaf převzali Francouzi, kteří jeho dílů (především kabiny) využili ke stavbě batyskafu FNRS-3.